# Нерівність Клаузіуса
Нерівність Клаузіуса (1854): кількість теплоти, отримана системою при будь-якому круговому процесі, поділена на абсолютну температуру, при якій вона була отримана, недодатня.
{\displaystyle \circ \sum \limits _{i=1}^{N}{{Q_{i}} \over {T_{i}}}\leq 0.}
Тут знак {\displaystyle \circ } позначає круговий процес. Підведена кількість теплоти, квазістатично отримана системою, не залежить від шляху переходу (визначається лише початковим і кінцевим станами системи) — для квазістатичних процесів нерівність Клаузіуса перетворюється у рівність.
{\displaystyle \circ \sum \limits _{i=1}^{N}\left({{Q_{i}} \over {T_{i}}}\right)_{QuazistaticProcess}=0.}

## Наслідки
Нерівність Клаузіуса дозволяє ввести поняття ентропії.
Ентропія системи — функція її стану, визначена з точністю до довільної сталої. Різниця ентропії в двох рівноважних станах 1 і 2 за означенням дорівнює наведеній кількості теплоти, яку треба надати системі, щоб перевести її зі стану 1 в стан 2 за будь-яким квазістатичним шляхом.
{\displaystyle {S_{\rm {2}}-S_{\rm {1}}=\int \limits _{{\rm {1}}\to {\rm {2}}}{{\delta Q} \over T}}.}
З нерівності Клаузіуса і визначення ентропії безпосередньо слідує друге начало термодинаміки, закон зростання ентропії. Ентропія адіабатично ізольованої системи або зростає, або залишається сталою.